# Sisenando
Sisenando dei Visigoti, Sisenando, anche in spagnolo, in catalano e in portoghese (605 circa – Toledo, 12 marzo 636), è stato Re dei Visigoti dal 631 al 636.

## Biografia

L'Europa nel 626; il regno dei Visigoti, durante il regno di Sisenando, occupava la quasi totalità della penisola iberica e la Gotia, nella Gallia sud-occidentale

Quando il suo predecessore, il re dei visigoti Suintila, dedicandosi alla politica interna cercò di rendere ereditaria la successione sul trono e di rinforzare l'autorità reale di fronte ai nobili e agli ecclesiastici, dividendo il potere con i membri della propria famiglia (il figlio Recimiro, la moglie Teodora e il fratello Geila), sia la nobiltà che l'alto clero iniziarono le cospirazioni che Suintila represse molto severamente. Questa situazione segnò l'inizio della fine del regno di Suintila; il cronista Fredegario, nel suo Fredegarii et aliorum Chronica sostiene che Suintila era duro con i suoi seguaci ed era odiato dai nobili (primatibus odium incurrerit). Nel 631 Sisenando, governatore della provincia Narbonense, Settimania, nel sud della Gallia, appoggiato dal re dei Franchi Dagoberto, organizzò una congiura che pose fine al regno di Suintila. Alla guida di un esercito di Franchi arrivò sino a Saragozza, come conferma anche Fredegario; dopodiché Suintila venne tradito dai suoi, ma non fu mai sconfitto in modo definitivo. Secondo Henri Leclercq, nel suo L'Espagne chrétienne, avendo saputo che suo fratello Geila era passato nelle file di Sisebuto, Suintila cessò di combattere e si ritirò a vita privata. Sisenando aveva promesso al re dei Franchi Dagoberto I cinquecento libbre d'oro, ma si accordò per 200.000 soldi d'oro.
Di Sisenando si hanno poche informazioni.
Tra il 631 e il 633 vi fu una ribellione nel sudovest della penisola iberica, Betica e Lusitania, guidata da un certo Iudila, conosciuto solo per due monete coniate rispettivamente a Merida e Granada, con la scritta IUDILA REX, ma che non viene menzionato in nessuna lista di re visigoti. Forse fu solo un sostenitore di Suintila o forse, per due anni, fu re in contrapposizione a Sisenando. Sisenando convocò il IV Concilio di Toledo nel 633, in cui furono redatte nuove norme sia civili che ecclesiastiche; ottenne un successo incrementando il potere regale e dei Visigoti. Soprattutto fu confermato re, mentre Suintila venne dichiarato tiranno, esautorato, scomunicato ed ebbe confiscati tutti i suoi beni. Nello stesso concilio furono abolite le tasse per tutto il clero e fu ufficialmente stabilito il sistema elettivo della monarchia visigota; il re doveva essere eletto da un'assemblea di nobili e vescovi. In materia religiosa, applicando la teoria di Isidoro di Siviglia, proibì le conversioni forzate degli ebrei, ma non permise che coloro che già erano stati convertiti con la forza potessero tornare alla loro religione di origine. Sisenando morì a Toledo a marzo del 636, pochi mesi prima del vescovo Isidoro di Siviglia.
Il Chronica Regum Visigotthorum cita Sisenando, confermando che fu re per quattro anni, dieci mesi e sedici giorni (Sisenandus regnavit annos IV menses X dies XVI); mentre il Chronicon Albeldense conferma che Sisenando regnò quattro anni, promulgò il sinodo vescovile, che promulgò le regole per i cattolici ortodossi e morì a Toledo.
Di Sisenando non si conosce alcuna discendenza e dopo la sua morte fu eletto re dei visigoti Chintila.

## Dinastia
Il Diccionario biográfico español, Real Academia de la Historia, sostiene che Sisenando era discendente di una nobile e potente famiglia visigota che governava la Settimania ed era presente anche in altre zone del regno. Secondo L'Espagne chrétienne di Henri Leclercq, Chintila era fratello di Sisenando, suo predecessore. A Chintila successe il figlio Tulga, il quale fu deposto e fatto tonsurare da Chindasvindo, il cui atteggiamento lascia supporre i due sovrani potessero appartenere al medesimo gruppo parentale. Nel primo volume del suo Historia Genealógica de la Casa de Lara, lo storico Salazar y Castro ha affermato che Chindasvindo fu il padre di Reccesvindo, suo successore, e di Teodofredo, a sua volta padre di Roderico.

### Fonti primarie
- (LA)  Chronica Regum Visigotthorum, España Sagrada Tomo II.
- (LA)  Anastasii abbatis opera omnia.
- (LA)  Monumenta Germaniae Historica, Scriptores rerum Langobardicarum et Italicarum (SS rer. Lang.).

### Letteratura storiografica
- Rafael Altamira, La Spagna sotto i Visigoti, in Storia del mondo medievale, vol. I, Garzanti, 1999,  pp. 743-779.
- (FR)  #ES L'Espagne chrétienne